# Storesjön (Undenäs socken, Västergötland)
Storesjön är en sjö i Karlsborgs kommun i Västergötland och ingår i Motala ströms huvudavrinningsområde. Storesjön ligger i Tiveden Natura 2000-område.